# Далекоизточен федерален окръг
Далекоизточният федерален окръг (на руски: Дальневосточный федеральный округ) заема най-източните части на Русия. В неговия състав влизат 10 субекта на Федерацията.
Федералният окръг е слабо населен, а е с най-голяма територия сред федералните окръзи на Русия.
Има богати залежи от полезни изкопаеми и богата девствена природа, все още незасегната от човека.
На 15 юли 2022 г. в Далекоизточния федерален окръг беше открита първата високоскоростна магистрала. Той обедини три федерални магистрали - "Усури" (Хабаровск - Владивосток), "Амур" (Чита - Хабаровск) и "Восток" (Хабаровск - Находка), път, свързващ регионалната столица с Комсомолск на Амур, както и обекти на територията на изпреварващото социално-икономическо развитие (ТСР)

## Състав на окръга

### Републики
- Якутия (6)

### Краеве
- Камчатски край (3)
- Приморски край (5)
- Хабаровски край (8)

### Области
- Амурска област (1)
- Магаданска област (4)
- Сахалинска област (7)

### Автономни области
- Еврейска автономна област (2)

### Автономни окръзи
- Чукотски автономен окръг (9)

## По-големи градове
- Владивосток
- Хабаровск
- Комсомолск на Амур
- Благовещенск
- Петропавловск Камчатски
- Якутск
- Южносахалинск
- Находка
- Усурийск
- Магадан